# Acanthochelys radiolata
La tortuga canaleta brasileña (Acanthochelys radiolata) es una especie de tortuga pleurodira —que esconde la cabeza doblando el cuello de forma lateral entre el espaldar y el plastrón— de la familia Chelidae y del género Acanthochelys. Este reptil acuático de agua dulce es endémico del Brasil.

## Taxonomía
Esta especie fue descrita originalmente en el año 1820 por el zoólogo austro-húngaro-alemán Johann Christian Mikan con el nombre científico de Emys radiolata. En el año 1986 J. B. Iverson la coloca en el género Acanthochelys.
Localidad y ejemplar tipo
La localidad tipo indicada es: "Sebastianopoli" (precisada luego como: Río de Janeiro, estado de Río de Janeiro, Brasil). El holotipo es el ejemplar catalogado como: NMW 23390.

## Características
En un estudio sobre el análisis morfológico de esta tortuga se concluyó que la misma es una especie polimórfica, especialmente en cuanto a su color y forma, ya que puede exhibir 2 patrones cromáticos en el caparazón y 3 en el plastrón.
Algunas características que se postulaban como adecuadas para identificar a la especie, como los tubérculos redondeados en el cuello y el surco dorsal superficial entre los escudos vertebrales 2º y 4º, variaron considerablemente.
También posee importante variación ontogénica, mediante un cambio en el patrón de color del plastrón y de las extremidades al cumplir los 4 meses de vida. Presenta dimorfismo sexual de tamaño, siendo las hembras mayores que los machos.

## Distribución
Esta especie es endémica de las tierras bajas del dominio de la mata atlántica del centro-este y este del Brasil. Se distribuye en ambientes acuáticos tropicales de los estados de: Alagoas, Sergipe, Bahía, Espírito Santo, Mato Grosso, Minas Gerais, Río de Janeiro  y São Paulo.

## Conservación
Según la Lista Roja de la UICN en el año 1996 su estado de conservación fue clasificado como «casi amenazada» (NT). El TFTSG en el año 2011 la clasificó como «con datos insuficientes» (DD).